# Lenkwaffe RSE Kriens

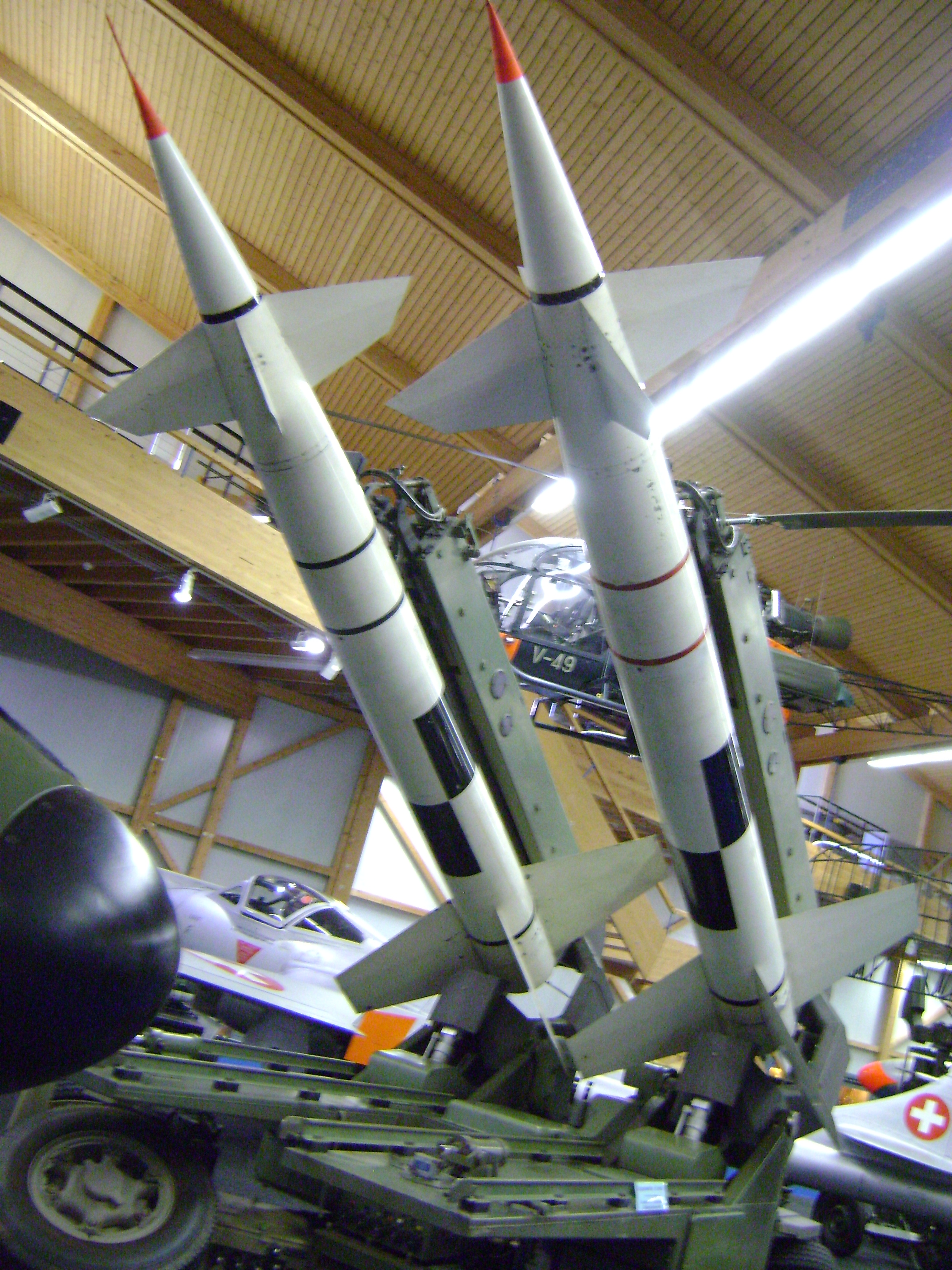
Werfer mit zwei Lenkwaffen

Die Lenkwaffe RSE Kriens war eine in der Schweiz entwickelte Flugabwehrrakete, die aber nie in Serie produziert wurde. Kriens steht dabei für die Ortschaft Kriens im Kanton Luzern.

## Geschichte
Von 1959 bis 1966 entwickelte Contraves zusammen mit vielen anderen Schweizer Firmen die Lenkwaffe RSE Kriens. Oerlikon konnte dabei auf die Erfahrung beim Lenkwaffensystem RSC/D zurückgreifen. Die Lenkwaffe RSE Kriens wurde von der Schweizer Industrie und dem Bund finanziert und bis zur Serienreife entwickelt. Der Erstflug war am 23. März 1964. Das modulare System verwendete modernste Technologie für die Bodenanlagen und Lenkwaffen. Das ganze System konnte zu einem mehrteiligen Cluster verbunden werden, der mehrere Radare und Raketenwerfer beinhaltete. Nach Einführung der BL-64 Bloodhound wurde das Vorhaben durch das Militärdepartement abgebrochen. Für den Export erhielt das System den Namen Micon statt Kriens. Es wurde nie in Serie gefertigt, weder für die Schweiz noch für einen anderen Staat. Ein Werfer mit zwei Lenkwaffen steht heute im Schweizerischen Militärmuseum Full. Contraves nutzte die gewonnenen Erfahrungen für die Höhenforschungsrakete Zenit.
Die Feuereinheit besteht aus:
Messradar, 1 bis 3 Peilsendern, 4 Werfern, Kommandowagen, Gerätewagen und mehreren Aggregaten (Generatoren). Gerätewagen, Kommandowagen, Peilsender und Aggregate waren einzeln auf einachsigen Anhängern untergebracht, das Messradar und die Raketenwerfer  jeweils auf zweiachsigen Anhängern.

## Lenkwaffe
- Feststofflenkwaffe, Canardbauweise, Kommando-Zieldeckungs-Lenkverfahren.
- Länge = 5,4 m
- Rumpfdurchmesser = 42 cm
- Flügelspannweite = 2,0 m
- Ruderspannweite = 1,5 m
- Startgewicht = 800Kg
- Leergewicht = 360Kg
- Schub/Brenndauer = 6,5 t für 9 Sekunden  dann  1,8 t für 16 Sekunden
- Brennschlussgeschwindigkeit = 900 m/s
- Gefechtskopf  = 70 kg
- Bordversorgung  = Generator für Hydraulik und Elektronik  20kw
- Maximale Flughöhe = 27 km
- Geschwindigkeit = Mach 2,9
- Maximale Reichweite = 35 km

## Startwagen
Zweiachsige Unterlafette der Flab Kanone 63 mit zwei hydraulisch elevierbaren Jochen mit Startwagen, womit die Startlafette selbständig mit Raketen bestückt werden konnte und keine zusätzliches Kran/Ladevorrichtung respektive Ladefahrzeug nötig war.
- Länge = 5,3 m
- Breite  = 2,25 m
- Höhe Fahrbereit = 2,95 m
- Gewicht ohne Lenkwaffe =  6,4 t.